# Overledger
 (avril 2020).
Overledger (OL) est un système d'exploitation de blockchain de la société britannique Quant Network. Il est développé par Gilbert Verdian.

## Description
Overledger s'appuie sur les réseaux, protocoles et chaînes de blocs existants et forme une connexion transparente entre eux. Cela permet à l'utilisateur, par exemple, de développer des applications multichaînes (mApps) qui utilisent et permettent la communication entre différentes chaînes de blocs et donc également le stockage, la vérification et le traitement des données sur les réseaux ou chaînes respectifs. Dans ce cas, aucune autre chaîne de blocs n'est interposée, mais une interaction directe est possible sans consensus supplémentaire.